# Men of the Midlands
Das Men of the Midlands war ein Anfang der 1970er-Jahre zweimal ausgetragenes professionelles Snookerturnier, das als Gruppenturnier auf Einladungsbasis stattfand. Die beiden Ausgaben in den Jahren 1972 und 1973 fanden an verschiedenen Orten statt und wurden von M & B gesponsert und von Alex Higgins gewonnen. Higgins spielte zusammen mit John Spencer 1972 mit je einem 69-Break das höchste bekannte Break der Turniergeschichte.

## Geschichte
Die Erstausgabe des Turnieres fand im Frühjahr 1972 an verschiedenen Orten statt und wurde von M & B gesponsert. Die acht Teilnehmer konnten insgesamt ein Preisgeld von 825 £ gewinnen und begannen das Turnier, aufgeteilt in zwei Gruppen, mit einem einfachen Rundenturnier, an dessen Ende zwei Tabellen aufgestellt wurden. Die vier besten Spieler rückten ins Halbfinale vor, ab dem im K.-o.-System der Sieger ermittelt wurde. Im Finale trafen mit Alex Higgins und John Spencer diejenigen Spieler aufeinander, die zuvor jeweils ein 69er-Break gespielt hatten – das höchste bekannte Break der Turniergeschichte. Higgins gewann das Endspiel mit 4:2.
Im Frühjahr 1973 folgte die zweite Ausgabe, die erneut von M & B gesponsert und an verschiedenen Orten ausgetragen wurde. Das Preisgeld erhöhte sich dabei auf 1.500 £, auch wenn die Teilnehmerzahl auf vier Spieler gesenkt wurde. Das Turnier startete diesmal mit einem doppelten Rundenturnier in einer Gruppe, wobei die beiden bestplatzierten Spieler der Abschlusstabelle im Endspiel aufeinander trafen. Dies waren erneut Alex Higgins sowie Ray Reardon; Higgins konnte mit 5:3 seinen Titel verteidigen. Anschließend wurde das Turnier eingestellt.

## Sieger
| Jahr                                                     | Austragungsort                                           | Sieger                                                   | Ergebnis                                                 | Finalist                                                 | Sponsor                                                  | Saison                                                   |
| Men of the Midlands – Gruppenturnier auf Einladungsbasis | Men of the Midlands – Gruppenturnier auf Einladungsbasis | Men of the Midlands – Gruppenturnier auf Einladungsbasis | Men of the Midlands – Gruppenturnier auf Einladungsbasis | Men of the Midlands – Gruppenturnier auf Einladungsbasis | Men of the Midlands – Gruppenturnier auf Einladungsbasis | Men of the Midlands – Gruppenturnier auf Einladungsbasis |
| -------------------------------------------------------- | -------------------------------------------------------- | -------------------------------------------------------- | -------------------------------------------------------- | -------------------------------------------------------- | -------------------------------------------------------- | -------------------------------------------------------- |
| 1972                                                     | verschieden                                              | Alex Higgins                                             | 4:2                                                      | John Spencer                                             | M & B                                                    | 1971/72                                                  |
| 1973                                                     | verschieden                                              | Alex Higgins                                             | 5:3                                                      | Ray Reardon                                              | M & B                                                    | 1972/73                                                  |